# Armensee
Der Armensee oder Fockbeker See, früher auch Seemühlensee genannt, ist ein See im deutschen Bundesland  Schleswig-Holstein östlich der Ortschaft Fockbek. 
Der See ist ca. 27 ha groß und bis zu 1,9 m tief.

## Geschichte
Über das Fischereirecht auf dem Gewässer wurde seit dem 16. Jahrhundert zwischen den Siedlern am See und der Stadt Rendsburg bzw. den Amtsvorstehern des Heiligen-Geist-Hospitals gestritten.
In den Verhandlungen verwiesen die Amtsvorsteher auf das Memorialbuch von 1495, nachdem der Stadt das alleinige Fischereirecht zustehe, „zum Besten der Armen der Armenhäuser“ (daher auch der Name Armensee). Bis 1989 gehörte der See noch zum Stadtgebiet von Rendsburg.